# Plectranthus mirabilis
Plectranthus mirabilis là một loài thực vật có hoa trong họ Hoa môi. Loài này được (Briq.) Launert miêu tả khoa học đầu tiên năm 1968.